# عدم تکرار حد وسط
عدم تکرار حد وسط یا مغالطهٔ چهارحدی (به لاتین: quaternio terminorum) از مغالطه‌های ساختاری است. ازنظر منطق‌دانان؛ محور اصلی قیاس همان حد وسط است که در صغرا و کبرا وجود دارد و در نتیجه حذف می‌شود و کوچک‌ترین اخلال در آن، موجب اخلال در کل قیاس اقترانی خواهد شد. حد وسط باید در مقدمهٔ اول و دوم قیاس عیناً و بتمامِه تکرار شود تا نتیجه معتبر و قابل اطمینان باشد.
تکرار نشدن حد وسط دو حالت دارد: نخست این‌که حد وسط مشترک لفظی باشد و در یک مقدمه به معنای اول و در مقدمه دوم به معنای دیگر به‌کار رود که خود این حالت مصادیق گوناگونی دارد.
- گاهی اشتراک لفظ میان یک مفهوم و یک مصداق واقع می‌شود:

صغرا: سعدی انسان است.
کبرا: انسان یک مفهوم کلی است.
نتیجه: سعدی یک مفهوم کلی است.
حد وسط، انسان است.
- گاهی اشتراک لفظ میان عنوان و مُعَنوَن پیش می‌آید.

صغرا: حسن روحانی رئیس‌جمهور ایران است.
کبرا: رئیس‌جمهور ایران هر چهار سال یک بار عوض می‌شود.
نتیجه: حسن روحانی هر چهار سال یک بار عوض می‌شود.
حد وسط، رئیس‌جمهورِ ایران است.
- گاهی اشتراک لفظ میان دو مفهوم یا دو مدلول که در عرض هم هستند اتفاق می‌افتد؛ یعنی از لفظی استفاده شود که بر دو مفهوم یا مدلول متفاوت دلالت می‌کند؛ مانند:

صغرا: در باز است.
کبرا: باز پرنده است.
نتیجه: در پرنده است.
حد وسط، باز است.
- حالت دیگر عدم تکرار حد وسط بتمامِه است؛ یعنی این‌که حد وسط به‌طور کامل تکرار نشود.

صغرا: ماست از شیر است.
کبرا: شیر برای اسهال مضر است.
نتیجه: ماست برای اسهال مضر است. (درحالی‌که ماست برای اسهال مفید است)
حد وسط، شیر است.
- گاه برای مشخص شدن عدم تکرار حد وسط، باید جملات را به قضایای منطقی تبدیل کرد؛ مثلاً «دیوار گوش دارد» را باید به «دیوار دارای گوش است» تبدیل نمود:

صغرا: دیوار دارای موش است.
کبرا: موش دارای گوش است.
نتیجه: پس دیوار دارای گوش است.
حد وسط، موش است.
- نمونه‌ای دیگر از عدم تکرار کامل حد وسط:

صغرا: دست، قلم را لمس می‌کند.
کبرا: قلم، کاغذ را لمس می‌کند.
نتیجه: دست، کاغذ را لمس می‌کند.
حد وسط، قلم است.